# Gustavo Munúa
Gustavo Adolfo Munúa Vera (Montevideo, 27 gennaio 1978) è un allenatore di calcio ed ex calciatore uruguaiano, di ruolo portiere.

## Caratteristiche tecniche
Ha grandi capacità di muoversi tra i pali e grandissimi abilità anche con i piedi. In carriera ha realizzato dei gol su rigore e su punizione; è molto bravo anche nel far ripartire l'azioni con rinvii molto precisi.

## Carriera

### Calciatore

#### Club

##### Nacional
Inizia nel Nacional, con cui vince il campionato uruguaiano nel 1998, nel 2000, nel 2001 e nel 2002. Sempre nel Nacional ha stabilito il record di imbattibilità consecutiva: 963 minuti. Munúa ha anche stabilito il record di primo portiere a segnare una rete nel campionato uruguaiano, segnando su punizione contro il Central Español. Ha anche realizzato diversi gol su rigore, sia in campionato che in Coppa Libertadores.

##### In Spagna
Nel 2003 si è trasferito in Spagna per giocare nella Primera División, con il Deportivo de La Coruña, dove milita per sei stagioni, senza però vincere alcun titolo con la maglia della squadra galiziana.
Il 30 giugno 2009 viene acquistato dal Malaga, firmando un contratto di durata annuale e indossando la maglia di titolare della squadra andalusa lungo tutta la stagione, venendo schierato 38 volte in campionato.
Nella stagione 2010-2011 passa al Levante, squadra di Valencia militante in Primera División, dove fa il suo debutto all'Estadio Ciutat de València alla prima giornata di campionato nella partita Levante-Siviglia, persa dai padroni di casa per 4-1.

##### Fiorentina
Rimasto svincolato dal Levante, il 18 giugno 2013 viene tesserato dalla società italiana della Fiorentina, firmando un contratto fino al 30 giugno 2015. Esordisce in maglia viola il 7 novembre nella gara di Europa League Pandurii-Fiorentina (1-2). Il 21 gennaio 2014 risolve consensualmente il contratto che lo legava alla squadra viola.

##### Ritorno al Nacional
Dopo aver rescisso il contratto con la Fiorentina torna a giocare nel Nacional club dove aveva iniziato la carriera.

#### Nazionale
Conta diverse presenze in Nazionale, avendo partecipato, tra l'altro, alla Copa América 2001 in Colombia, al campionato del mondo 2002 in Corea del Sud e Giappone e alle qualificazioni al campionato del mondo 2006.

### Allenatore
Al termine della carriera da calciatore decide d'intraprendere quella di allenatore.
Il 7 novembre 2017 diventa il nuovo allenatore del Deportivo Fabril.

## Statistiche

### Cronologia presenze e punti in Nazionale
| Cronologia completa delle presenze e delle reti in nazionale ― Uruguay | Cronologia completa delle presenze e delle reti in nazionale ― Uruguay | Cronologia completa delle presenze e delle reti in nazionale ― Uruguay | Cronologia completa delle presenze e delle reti in nazionale ― Uruguay | Cronologia completa delle presenze e delle reti in nazionale ― Uruguay | Cronologia completa delle presenze e delle reti in nazionale ― Uruguay | Cronologia completa delle presenze e delle reti in nazionale ― Uruguay | Cronologia completa delle presenze e delle reti in nazionale ― Uruguay |
| Data                                                                   | Città                                                                  | In casa                                                                | Risultato                                                              | Ospiti                                                                 | Competizione                                                           | Reti                                                                   | Note                                                                   |
| ---------------------------------------------------------------------- | ---------------------------------------------------------------------- | ---------------------------------------------------------------------- | ---------------------------------------------------------------------- | ---------------------------------------------------------------------- | ---------------------------------------------------------------------- | ---------------------------------------------------------------------- | ---------------------------------------------------------------------- |
| 24-5-1998                                                              | Santiago del Cile                                                      | Cile                                                                   | 2 – 2                                                                  | Uruguay                                                                | Amichevole                                                             | -2                                                                     |                                                                        |
| 17-2-2000                                                              | Maldonado                                                              | Uruguay                                                                | 2 – 0                                                                  | Ungheria                                                               | Amichevole                                                             | -                                                                      |                                                                        |
| 13-7-2001                                                              | Medellín                                                               | Bolivia                                                                | 0 – 1                                                                  | Uruguay                                                                | Coppa America 2001 - 1º turno                                          | -                                                                      |                                                                        |
| 16-7-2001                                                              | Medellín                                                               | Uruguay                                                                | 1 – 1                                                                  | Costa Rica                                                             | Coppa America 2001 - 1º turno                                          | -1                                                                     |                                                                        |
| 22-7-2001                                                              | Armenia                                                                | Costa Rica                                                             | 1 – 2                                                                  | Uruguay                                                                | Coppa America 2001 - Quarti di finale                                  | -1                                                                     | 90’                                                                    |
| 25-7-2001                                                              | Pereira                                                                | Messico                                                                | 2 – 1                                                                  | Uruguay                                                                | Coppa America 2001 - Semifinale                                        | -2                                                                     |                                                                        |
| 7-10-2001                                                              | Montevideo                                                             | Uruguay                                                                | 1 – 1                                                                  | Colombia                                                               | Qual. Mondiali 2002                                                    | -1                                                                     |                                                                        |
| 17-4-2002                                                              | Milano                                                                 | Italia                                                                 | 1 – 1                                                                  | Uruguay                                                                | Amichevole                                                             | -1                                                                     | 63’                                                                    |
| 12-5-2002                                                              | Washington                                                             | Stati Uniti                                                            | 2 – 1                                                                  | Uruguay                                                                | Amichevole                                                             | -2                                                                     |                                                                        |
| 20-11-2002                                                             | Caracas                                                                | Venezuela                                                              | 1 – 0                                                                  | Uruguay                                                                | Amichevole                                                             | -1                                                                     |                                                                        |
| 8-6-2003                                                               | Seul                                                                   | Corea del Sud                                                          | 0 – 2                                                                  | Uruguay                                                                | Amichevole                                                             | -                                                                      |                                                                        |
| 30-7-2003                                                              | Montevideo                                                             | Uruguay                                                                | 1 – 0                                                                  | Perù                                                                   | Amichevole                                                             | -                                                                      |                                                                        |
| 13-8-2003                                                              | Teheran                                                                | Uruguay                                                                | 4 – 0                                                                  | Camerun                                                                | LG Cup 2003 (Iran) - Semifinale                                        | -                                                                      | 76’                                                                    |
| 15-8-2003                                                              | Teheran                                                                | Uruguay                                                                | 5 – 2                                                                  | Iraq                                                                   | LG Cup 2003 (Iran) - Finale                                            | -1                                                                     | 75’                                                                    |
| 20-8-2003                                                              | Firenze                                                                | Argentina                                                              | 3 – 2                                                                  | Uruguay                                                                | Amichevole                                                             | -3                                                                     |                                                                        |
| 7-9-2003                                                               | Montevideo                                                             | Uruguay                                                                | 5 – 0                                                                  | Bolivia                                                                | Qual. Mondiali 2006                                                    | -                                                                      |                                                                        |
| 10-9-2003                                                              | Asunción                                                               | Paraguay                                                               | 4 – 1                                                                  | Uruguay                                                                | Qual. Mondiali 2006                                                    | -4                                                                     |                                                                        |
| 15-11-2003                                                             | Montevideo                                                             | Uruguay                                                                | 2 – 1                                                                  | Cile                                                                   | Qual. Mondiali 2006                                                    | -1                                                                     |                                                                        |
| 19-11-2003                                                             | Curitiba                                                               | Brasile                                                                | 3 – 3                                                                  | Uruguay                                                                | Qual. Mondiali 2006                                                    | -3                                                                     |                                                                        |
| 18-2-2004                                                              | Kingston                                                               | Giamaica                                                               | 2 – 0                                                                  | Uruguay                                                                | Amichevole                                                             | -1                                                                     | 46’                                                                    |
| 31-3-2004                                                              | Montevideo                                                             | Uruguay                                                                | 0 – 3                                                                  | Venezuela                                                              | Qual. Mondiali 2006                                                    | -3                                                                     |                                                                        |
| 1-6-2004                                                               | Montevideo                                                             | Uruguay                                                                | 1 – 3                                                                  | Perù                                                                   | Qual. Mondiali 2006                                                    | -3                                                                     |                                                                        |
| 6-6-2004                                                               | Barranquilla                                                           | Colombia                                                               | 5 – 0                                                                  | Uruguay                                                                | Qual. Mondiali 2006                                                    | -5                                                                     |                                                                        |
| Totale                                                                 |                                                                        | Presenze                                                               | 23                                                                     |                                                                        | Reti                                                                   | -35                                                                    |                                                                        |

| Cronologia completa delle presenze e delle reti in nazionale ― Uruguay under 20 | Cronologia completa delle presenze e delle reti in nazionale ― Uruguay under 20 | Cronologia completa delle presenze e delle reti in nazionale ― Uruguay under 20 | Cronologia completa delle presenze e delle reti in nazionale ― Uruguay under 20 | Cronologia completa delle presenze e delle reti in nazionale ― Uruguay under 20 | Cronologia completa delle presenze e delle reti in nazionale ― Uruguay under 20 | Cronologia completa delle presenze e delle reti in nazionale ― Uruguay under 20 | Cronologia completa delle presenze e delle reti in nazionale ― Uruguay under 20 |
| Data                                                                            | Città                                                                           | In casa                                                                         | Risultato                                                                       | Ospiti                                                                          | Competizione                                                                    | Reti                                                                            | Note                                                                            |
| ------------------------------------------------------------------------------- | ------------------------------------------------------------------------------- | ------------------------------------------------------------------------------- | ------------------------------------------------------------------------------- | ------------------------------------------------------------------------------- | ------------------------------------------------------------------------------- | ------------------------------------------------------------------------------- | ------------------------------------------------------------------------------- |
| 17-6-1997                                                                       | Shah Alam                                                                       | Uruguay under 20                                                                | 3 – 0                                                                           | Belgio under 20                                                                 | Mondiali Under-20 1997 - 1º turno                                               | -                                                                               |                                                                                 |
| 19-6-1997                                                                       | Shah Alam                                                                       | Malaysia under 20                                                               | 1 – 3                                                                           | Uruguay under 20                                                                | Mondiali Under-20 1997 - 1º turno                                               | -1                                                                              |                                                                                 |
| 22-6-1997                                                                       | Shah Alam                                                                       | Marocco under 20                                                                | 0 – 0                                                                           | Uruguay under 20                                                                | Mondiali Under-20 1997 - 1º turno                                               | -                                                                               |                                                                                 |
| 25-6-1997                                                                       | Shah Alam                                                                       | Uruguay under 20                                                                | 3 – 0                                                                           | Stati Uniti under 20                                                            | Mondiali Under-20 1997 - Ottavi di finale                                       | -                                                                               |                                                                                 |
| 29-6-1997                                                                       | Shah Alam                                                                       | Uruguay under 20                                                                | 1 – 1 dts (7 - 6 dtr)                                                           | Francia under 20                                                                | Mondiali Under-20 1997 - Quarti di finale                                       | -1                                                                              |                                                                                 |
| 2-7-1997                                                                        | Shah Alam                                                                       | Uruguay under 20                                                                | 3 – 2 dts                                                                       | Ghana under 20                                                                  | Mondiali Under-20 1997 - Semifinale                                             | -2                                                                              |                                                                                 |
| 5-7-1997                                                                        | Shah Alam                                                                       | Uruguay under 20                                                                | 1 – 2                                                                           | Argentina under 20                                                              | Mondiali Under-20 1997 - Finale                                                 | -2                                                                              |                                                                                 |
| Totale                                                                          |                                                                                 | Presenze                                                                        | 7                                                                               |                                                                                 | Reti                                                                            | -6                                                                              |                                                                                 |

## Palmarès

### Club
- Campionato uruguaiano: 4

Nacional: 1998, 2000, 2001, 2002